# Dulaby
Dulaby (ukr. Дуляби) – wieś na Ukrainie, w obwodzie tarnopolskim, w rejonie tarnopolskim. W 2001 roku liczyła 77 mieszkańców. W 2021 r. pozostało 4 mieszkańców.
Do 2020 w rejonie brzeżańskim.